# Michael Prawdin
Michael Prawdin, Pseudonym für Michael Charol (* 20. Januar 1894 im Russischen Kaiserreich; † 23. Dezember 1970 in London) war ein englischer Journalist und Historiker ukrainischer Herkunft.

## Leben und Wirken
Seine Familie emigrierte während der russischen Revolution ins deutsche Kaiserreich. Dort studierte Prawdin und konnte erste Erfolge als Schriftsteller erzielen. Er veröffentlichte kleine belletristische Werke, verfasste literaturwissenschaftliche Aufsätze in Zeitungen und Zeitschriften und benutzte dazu ausschließlich die deutsche Sprache. Er war verheiratet mit Carol Renée Köhler (* 1907, † 1991), Tochter von Heinrich Köhler (Philatelist).
Später ließ er sich in London nieder und schrieb fortan nur noch in englischer Sprache. Sein Roman Tschingis-Chan und seine Erben erlebte viele Auflagen und Übersetzung und machte ihn berühmt.
Einige Wochen vor seinem 76. Geburtstag starb Michael Prawdin am 23. Dezember 1970 in London und fand dort auch seine letzte Ruhestätte.

## Werke (Auswahl)
Aufsätze
- Der Tatsachenroman. In: Die Literatur, Bd. 36 (1933/34), S. 256–259.
- Intellektuellendämmerung. In: Michael Stark (Hrsg.): Deutsche Intellektuelle. 1910–1933. Schneider Verlag, Heidelberg 1984, ISBN 3-7953-0230-7, S. 219–222.
- Russland, Sowjetrussland oder Europa?. In: Aus Politik und Zeitgeschichte vom 2. Februar 1955, ISSN 0479-611X

Romane
- Donna Juana, Königin von Kastilien. Habsburg erbt ein Weltreich Diederichs, Köln 1953 (früherer Titel: Johanna die Wahnsinnige. Habsburgs Weg zum Weltreich, 1938)
- Eine Welt zerbricht. Ein Tatsachenroman. Deutsche Verlags-Anstalt, Stuttgart/Berlin 1933.
- Tschingis-Chan und seine Erben. Ergänzte und bis auf die Gegenwart (1937) fortgeführte Ausgabe. Deutsche Verlags-Anstalt, Stuttgart/Berlin 1938.

Sachbücher
- The unmentionable Nechaev. A key to bolshevism. Roy Books, New York 1961.
  - deutsch: Netschajew – von Moskau verschwiegen. Athenäum-Verlag, Frankfurt a. M./Bonn 1961.
- The builders of the Mogul Empire. Allen & Unwin, London 1963.
  - deutsch: Das Reich aus dem Nichts. Die ersten Grossmogulen. DVA, Stuttgart 1965.
- Marie de Rohan, duchesse de Chevreuse. Allen & Unwin, London 1971.